# Mabel Harrison
Pour les articles homonymes, voir Harrison.
Mabel Harrison (1886 - 22 avril 1972) est une golfeuse irlandaise, gagnante du Irish Ladies 'Close Championship en 1910, 1911 et 1912. Certaines publications l'appellent par erreur Mary Harrison.

## Jeunesse
Frances Mabel Harrison est née à Dublin. Elle est la fille de Robert Francis Harrison et d'Agnes Blanche Bagwell. Ses parents se sont mariés à l'église St. George à Dublin. Son père était un avocat de premier plan à Dublin ; son grand-père Michael Harrison était juge.

## Carrière

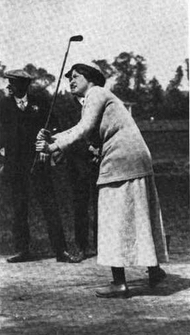
Mabel Harrison vers 1918.

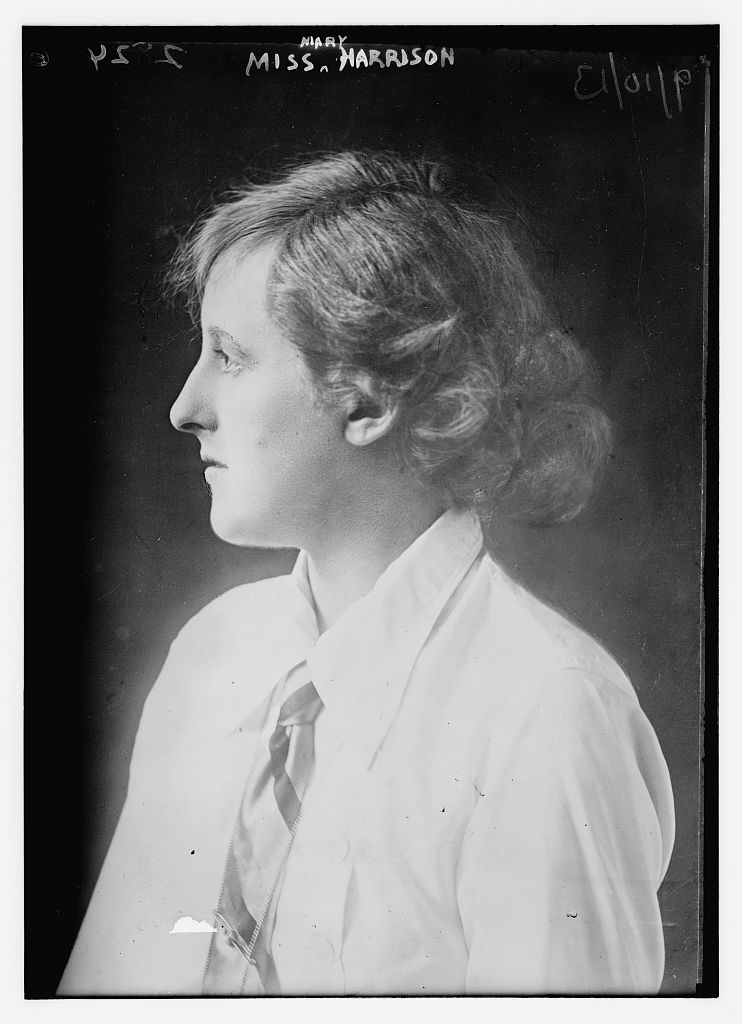
Mabel Harrison (ici nommée Miss Mary Harrison), photo de la collection George Grantham Bain, Bibliothèque du Congrès.

Mabel Harrison, avec May Hezlet et Rhona Adair, est considérée comme une pionnière du golf féminin irlandais. Elle commence à jouer au golf en compétition à l'adolescence. En 1905, elle rejoint le Malahide Island Club en tant que golfeuse. Elle est l'une des « membres les plus célèbres » du club. Elle est également membre des clubs Hermitage et Royal Portrush. En avril 1906, elle termine dans les huit dernières du championnat irlandais féminin à Newcastle. « Elle est une longue driveuse (bois no 1) et une puissante joueuse de fer, et avec un peu de pratique, elle prendra facilement sa place parmi les joueurs marquents » note un commentateur en 1907. Elle a « une admirable poignée avec les doigts qui se chevauchent », à tel point qu'une photo rapprochée de ses mains sur le club a été incluse et analysée dans des articles sur les golfeuses,. Elle jouée pour l'Irlande aux matchs internationaux à Birkdale en 1909 et à Turnberry en 1912,.
Harrison remporte le championnat irlandais des dames au Malahide Island Club en 1911,. Elle remporte le Irish Ladies' Close Championship pendant trois ans, 1910, 1911 et 1912,. En octobre 1913, elle se rend en Amérique du Nord pour jouer au championnat de golf amateur féminin des États-Unis en 1913 à Wilmington dans le Delaware (elle perd contre Gladys Ravenscroft),,. Elle participe encore à des compétitions de golf en 1919, en tant que Mme Frank Casement. Pendant la Première Guerre mondiale, elle est également active au sein des secours aux familles des soldats et des marins à Dublin.

## Vie personnelle
Mabel Harrison se marie en 1916 à Francis Casement, un médecin militaire irlandais ayant servi pendant la Première Guerre mondiale. Ils ont un fils, Francis Charles Casement (1920-1976) et une fille, Alison Sheila Casement (1925-2015). Son mari meurt en  1967 , elle le 22 avril 1972, à Ballymoney.
Un événement annuel la Mabel Harrison Scratch Cup est nommé en sa mémoire et organisé par le Royal Portrush Golf Club.